# 鹰岩站
鷹岩站（：／ Eungam yeok */?）是韓國首尔地铁6号线的起點車站，位於首爾特別市恩平區驛村洞與新寺洞的邊界。

## 車站構造
站體為1面2線島式月台的地下車站，月台後側分岔出兩端，呈現Y字型構造；往循環線側月台為曲線式設計，往赛折站方向月台則為直線設計。所有月台皆裝設有月台幕門，並有出口共4處。
6號線循環線是環形迴車道的單線路段，往驿村站方向為單向運行。從本站出發的列車途經循環線後將再次回到本站，之後繼續往新內站方向前進；從新內站發車的列車則於抵達本站後，重新開始新的循環。

### 月台配置
| 龜山／驛村 ↑ |
| 下 循環 \|   |
| ↓ 賽折       |

| 月台 | 路線           | 目的地                             |
| ---- | -------------- | ---------------------------------- |
| 循環 | ●首尔地铁6号线 | 驛村、佛光、瓮岩、延新川、龜山方向 |
| 下行 | ●首尔地铁6号线 | 數碼媒體城、孔德、烽火山、新內方向 |

## 歷史
- 2000年12月15日：落成啟用。

## 車站周邊
- 新沙綜合社會福祉館
- 首爾基督大學（朝鲜语：서울기독대학교）
- 首爾西部警察署
- 恩平郵局
- 首爾西部身心障礙者綜合福祉館
- 首爾西部復健體育中心
- 市立西北醫院
- 新進科學技術高校
- 首爾驛村初等學校
- 恩平區廳
- 恩平天使園
- E-mart恩平店

## 圖片

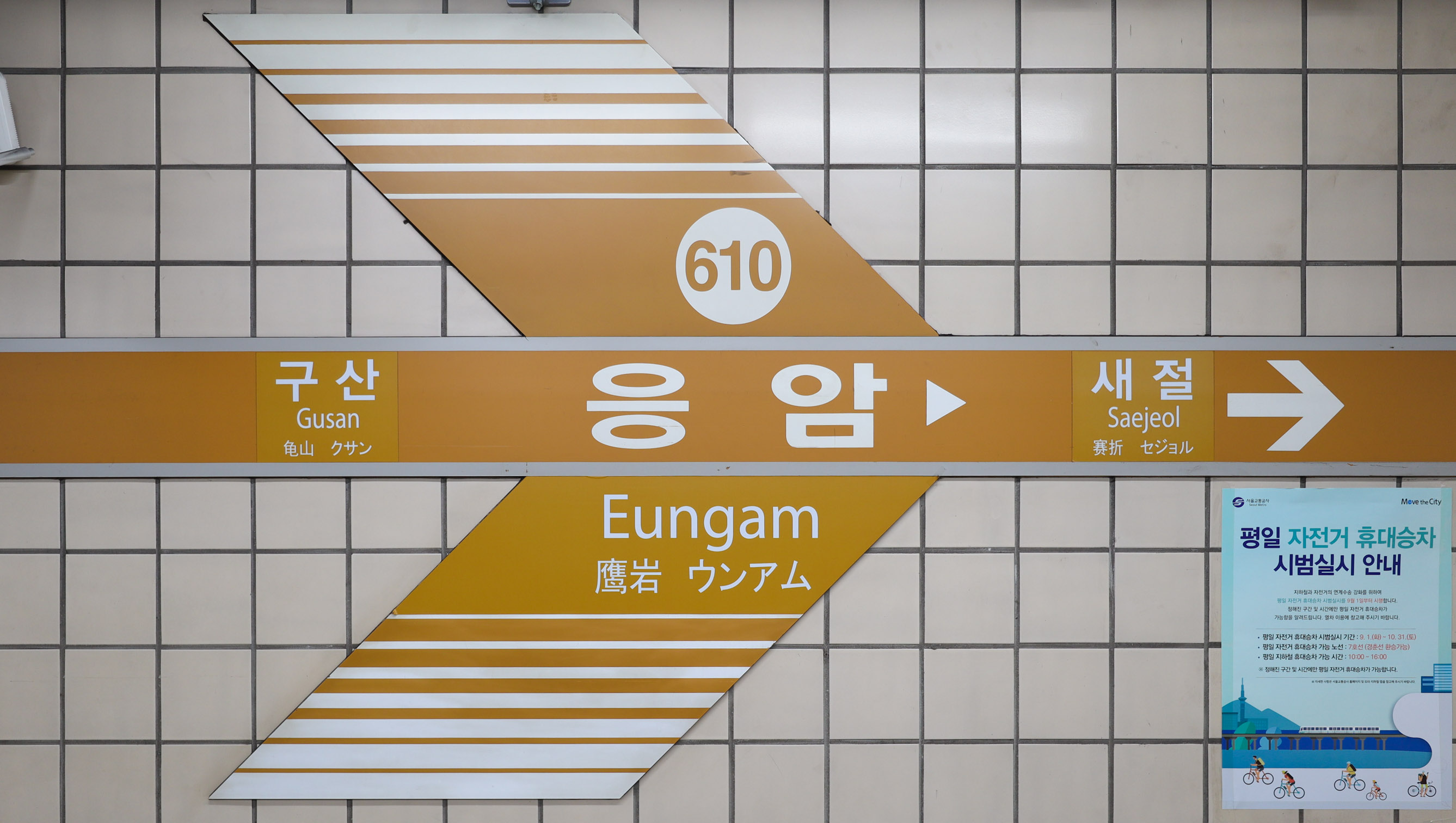
站名牌（下行方向）
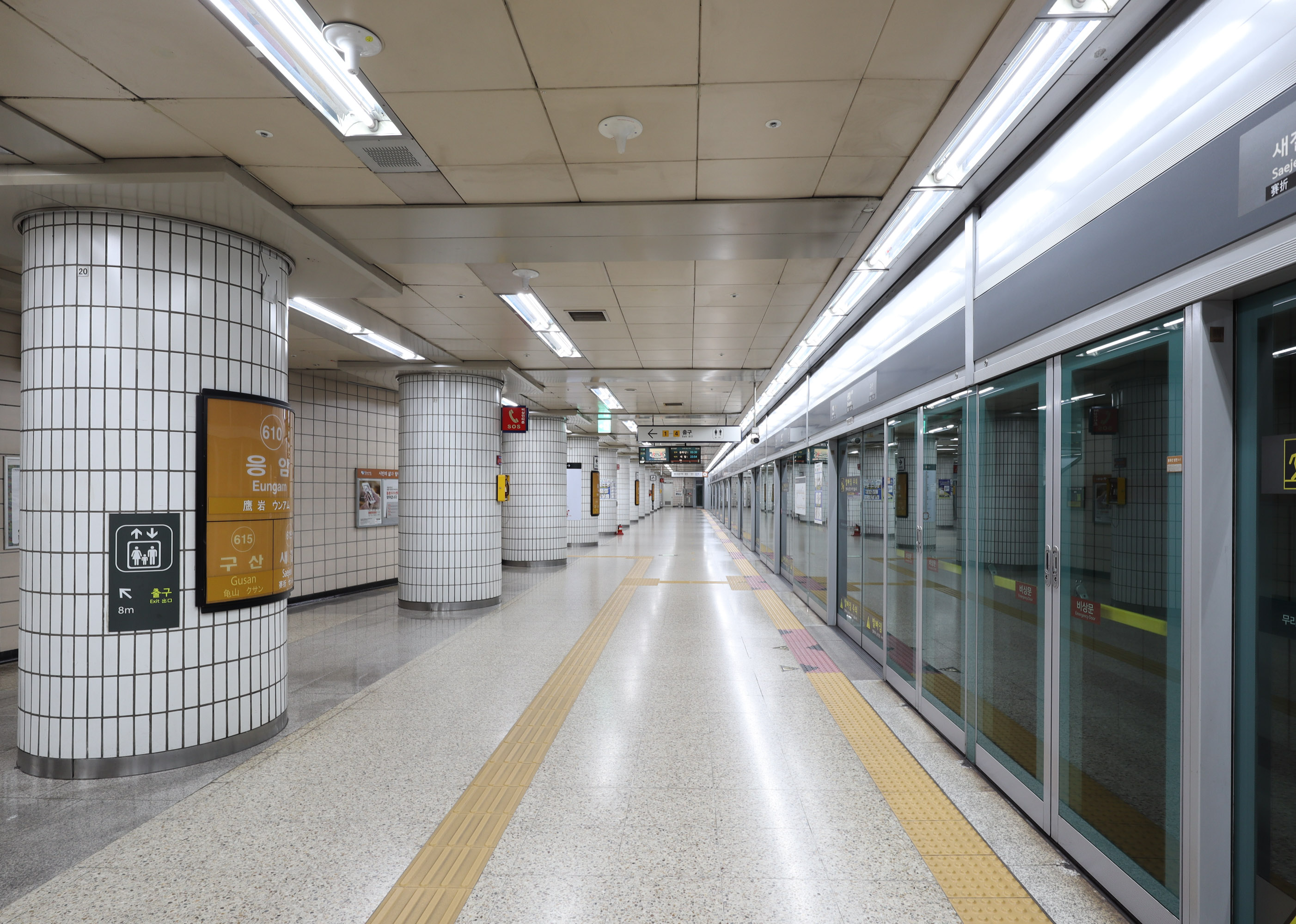
候車月台
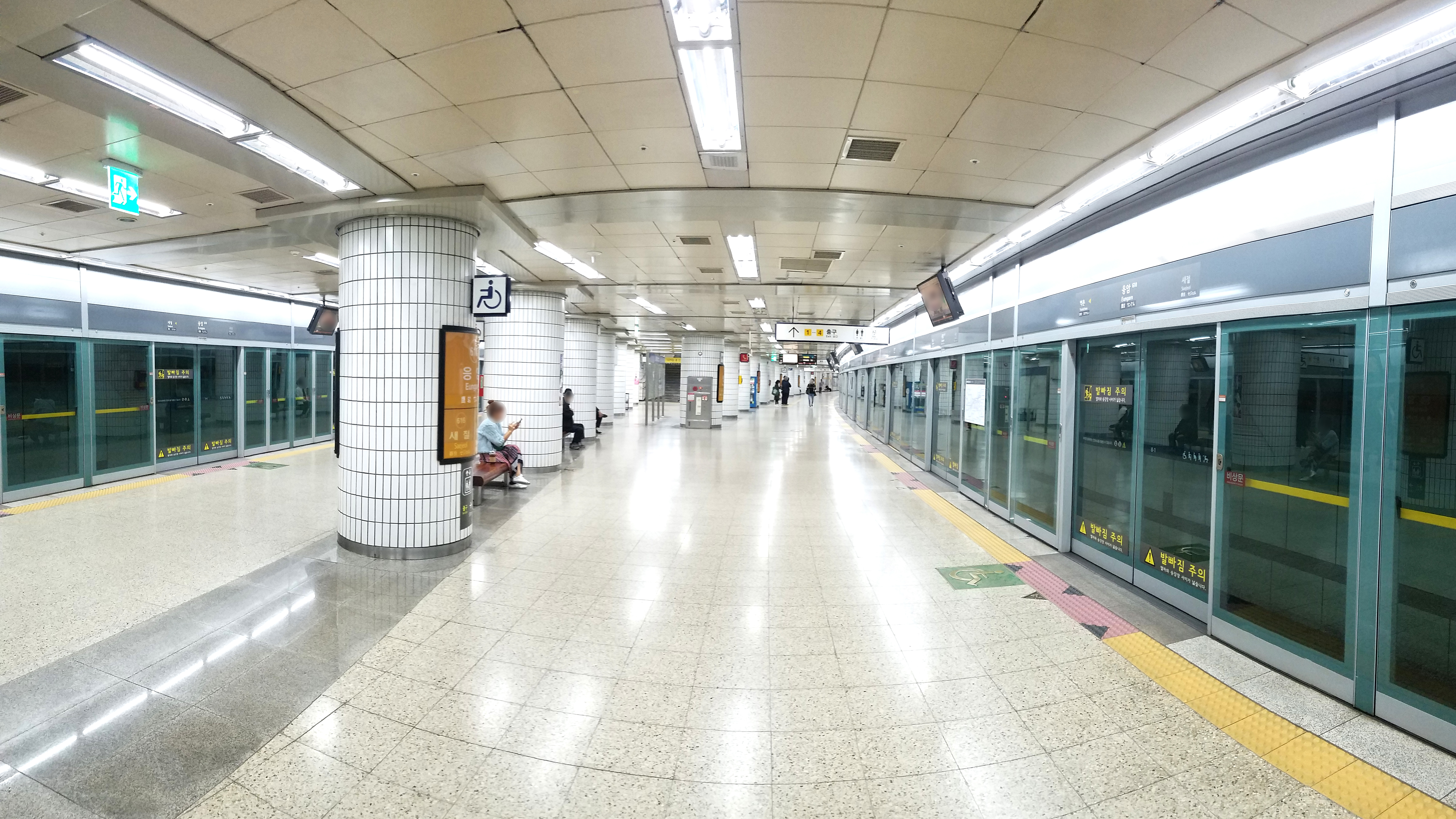
候車月台
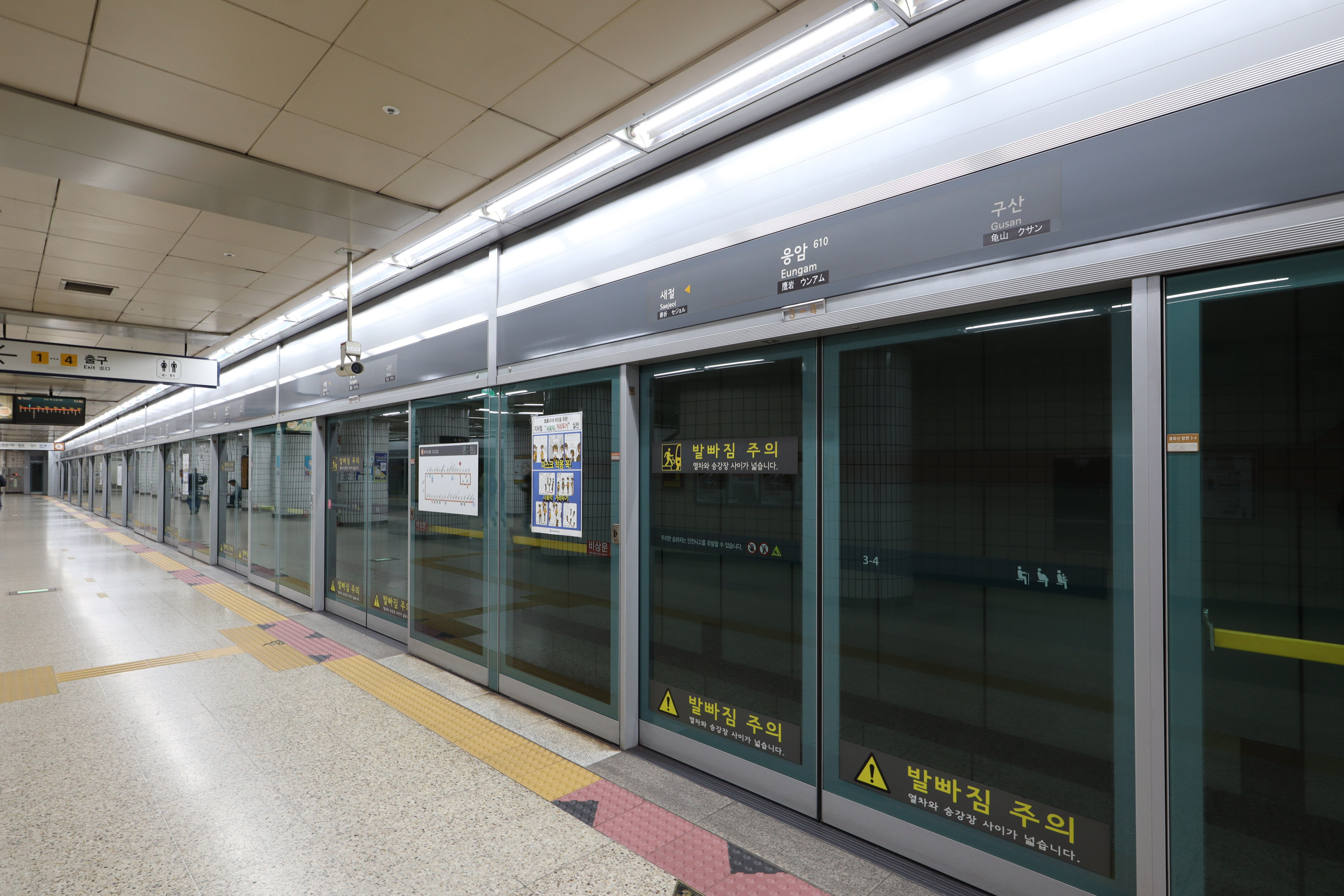
月台門
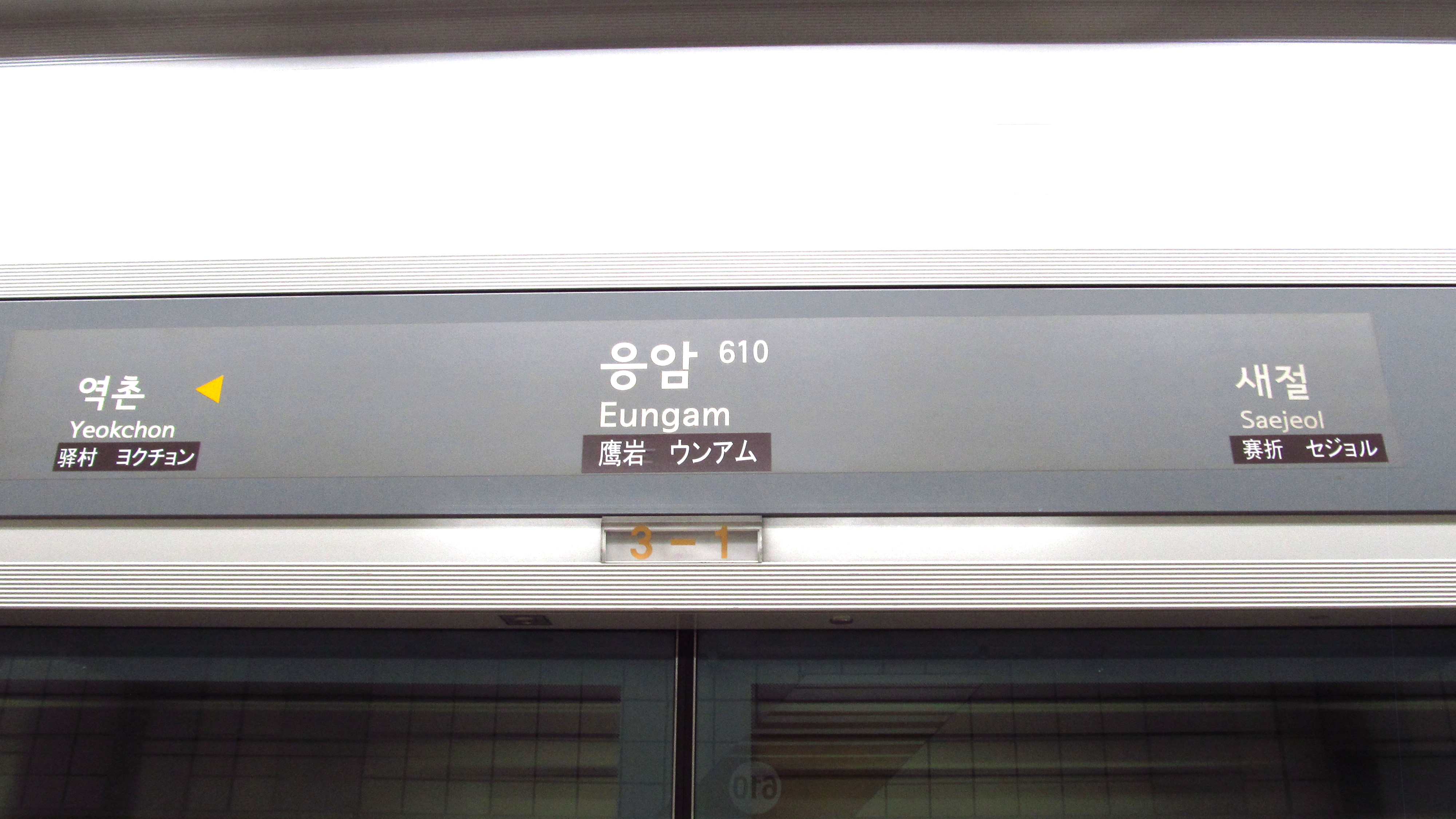
月台門資訊板（循环方向)
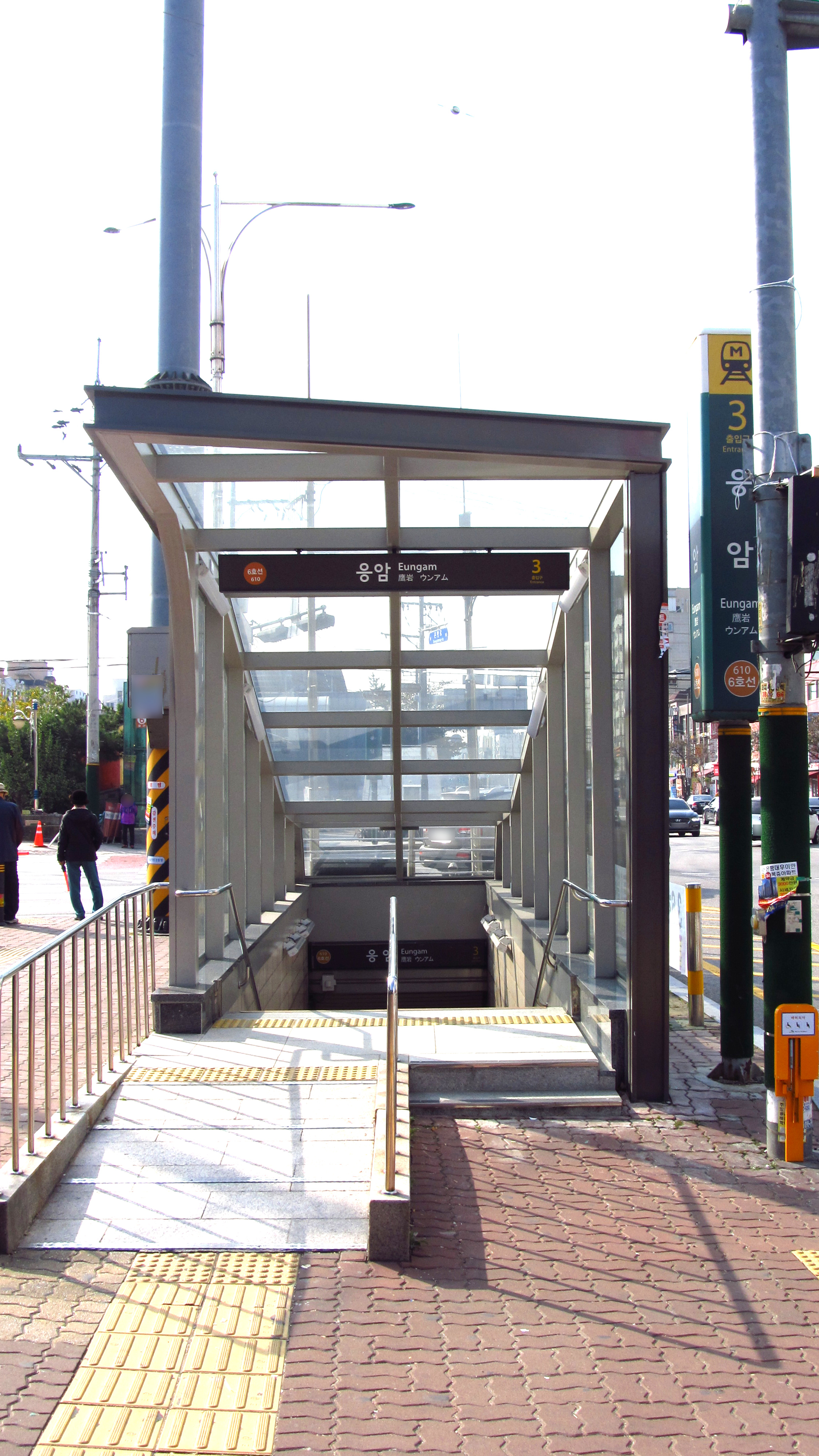
3號出口
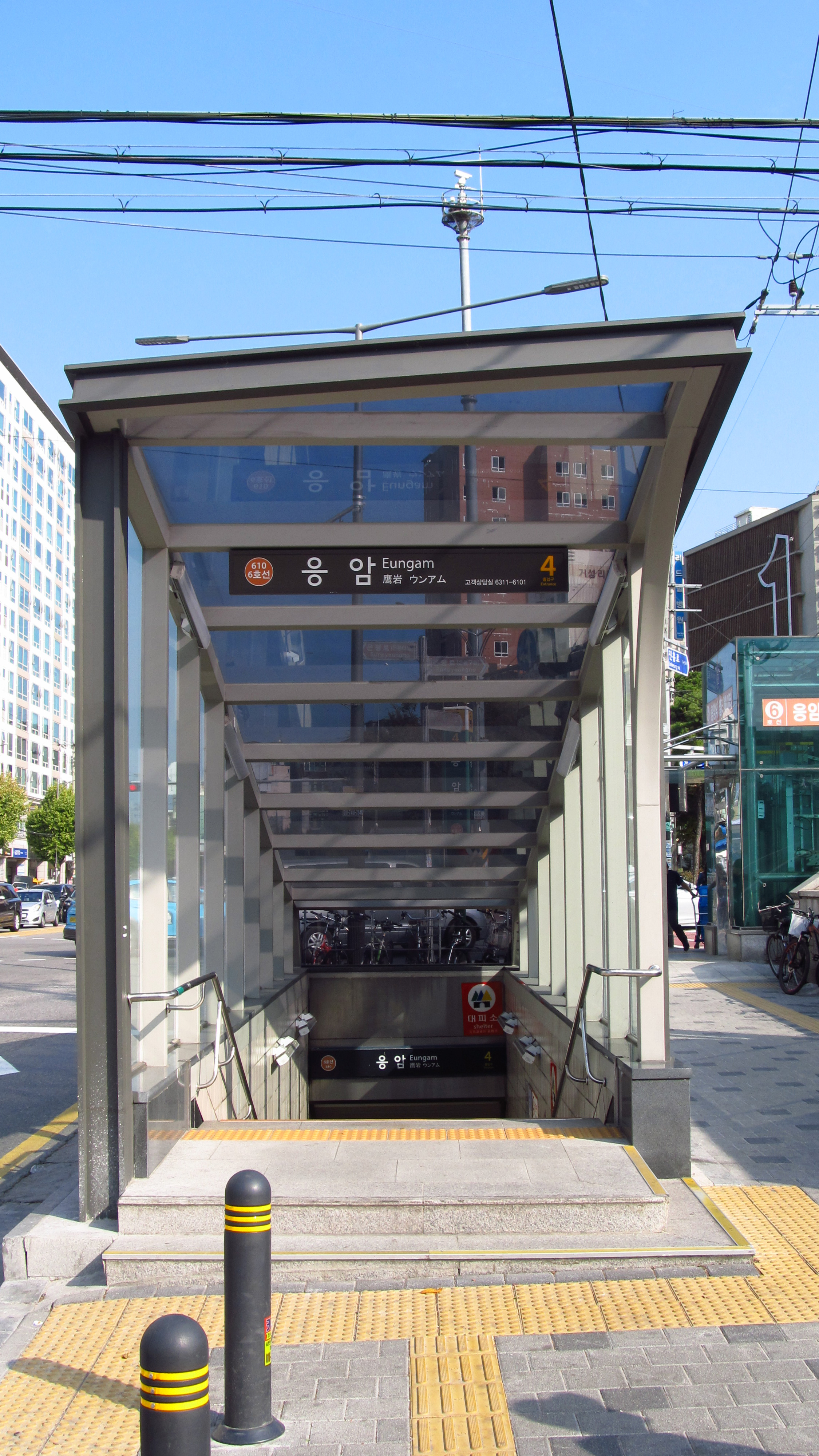
4號出口

## 相鄰車站
首爾交通公社
●首尔地铁6号线
循環線
鷹岩（610）－驛村（611）
一般
龜山（615）－鷹岩（610）－賽折（616）